# كيت ماكغريجلي
كيت ماكغريجلي (بالإنجليزية: Kate McGarrigle)‏‏ (6 فبراير 1946 في مونتريال - 18 يناير 2010 في مونتريال) مغنية، ومغنية مؤلفة من كندا.

## التعليم
تعلمت كيت ماكغريجلي في:
- جامعة مكغيل

## روابط خارجية
- كيت ماكغريجلي على موقع IMDb (الإنجليزية)
- كيت ماكغريجلي على موقع ميوزك برينز (الإنجليزية)
- كيت ماكغريجلي على موقع أول ميوزيك (الإنجليزية)
- كيت ماكغريجلي على موقع ديسكوغز (الإنجليزية)
- كيت ماكغريجلي على موقع قاعدة بيانات الفيلم (الإنجليزية)